# ディエゴ・カルタヤ
ディエゴ・アーマンド・カルタヤ（Diego Armando Cartaya, 2001年9月7日 - ）は、ベネズエラのアラグア州マラカイ出身のプロ野球選手（捕手）。右投右打。MLBのサンフランシスコ・ジャイアンツ傘下所属。

## 経歴

### プロ入りとドジャース傘下時代
2018年7月2日にアマチュア・フリーエージェントでロサンゼルス・ドジャースと契約してプロ入り。
2019年に傘下のルーキー級ドミニカン・サマーリーグ・ドジャースでプロデビューし、その後ルーキー級アリゾナリーグ・ドジャースでもプレーした。この年は2チーム合計で49試合に出場して打率.281、4本塁打、22打点の成績を記録した。
2020年は新型コロナウイルスの影響でマイナーリーグの試合が開催されず、公式戦への出場はなかった。
2021年はA級ランチョクカモンガ・クエークスで31試合に出場して打率.298、10本塁打、31打点の成績を記録した。
2022年はA級ランチョクカモンガで開幕を迎え、シーズン途中にA+級グレートレイクス・ルーンズへ昇格。オールスター・フューチャーズゲームにも選出された。オフにルール・ファイブ・ドラフトでの流出を防ぐために40人枠に登録された。
2023年はAA級タルサ・ドリラーズで開幕を迎えたが、AAAに昇格することは無かった。
2024年も引き続きAA級タルサで開幕を迎え、シーズン途中でAAA級オクラホマシティ・ベースボールクラブに初昇格を果たしたものの、2025年1月3日に金慧成を獲得したことに伴って、DFAとなった。結局、ドジャースではメジャーに昇格することが出来なかった。

### ツインズ傘下時代
2025年1月9日にホセ・バスケスとのトレードで、ミネソタ・ツインズへ移籍した。開幕前の3月12日にオプションでAAA級セントポール・セインツに配属され、4月25日に完全降格となった後、7月23日に自由契約となった。結局、ここでもメジャーに昇格することは叶わなかった。

### ジャイアンツ傘下時代
2025年7月29日にサンフランシスコ・ジャイアンツとマイナー契約を結んだ。

## 選手としての特徴
サルバドール・ペレスと比較される強打の捕手で、年齢離れした成熟度やリーダーシップ、野球IQも高く評価されている。

## 詳細情報

### 記録
MiLB
- オールスター・フューチャーズゲーム選出：1回（2022年）